# Parabaculum
Parabaculum is een geslacht van Phasmatodea uit de familie Phasmatidae. De wetenschappelijke naam van dit geslacht is voor het eerst geldig gepubliceerd in 1999 door Brock.

## Soorten
Het geslacht Parabaculum omvat de volgende soorten:
- Parabaculum laevigatum Chen & Zhang, 2008
- Parabaculum pendleburyi Brock, 1999
- Parabaculum wushanense (Chen & He, 1997)